# Грб Алжира
Грб Алжира је званични хералдички симбол државе Народне Демократске Републике Алжир. Грб је усвојен 1976. године.
На грбу се налази полумесец и звезда црвене боје као симбол ислама, а изнад грба се налази натпис на арапском језику "Al Jumhūrīyah al Jazā'irīyah ad Dīmuqrāţīyah ash Sha'bīyah" (Народна Демократска Република Алжир). У грбу се налази рука Фатиме испод излазећег сунца иза планине Атлас. Остали симболи су везани за пољопривреду и индустрију.

## Ранији грбови Алжира
- Геб Француског Алжира, 1830.-1962.
- Грб Независног Алжира 1962.-1971.
- Грб Алжира (1971.-1976)